# علی‌اصغر مظهری
علی‌اصغر مظهری سیاست‌مدار ایرانی بود، که در دوره بیست و چهارم مجلس شورای ملی به عنوان نماینده کرمان از استان کرمان در مجلس شورای ملی حضور داشت.